# Garfield Smith
Garfield Smith, né le 18 novembre 1945, à Campbellsville, dans le Kentucky, est un ancien joueur américain de basket-ball. Il évolue durant sa carrière aux postes d'ailier fort et de pivot.